# Waisake Naholo
Waisake Ratunideuba Naholo (Sigatoka, 8 maggio 1991) è un rugbista a 15 neozelandese d'origine figiana, tre quarti ala dei London Irish in English Premiership, campione del mondo 2015 con gli All Blacks.

## Biografia
Nato a Sigatoka (Figi) e cresciuto in patria fino a 17 anni, si trasferì in Nuova Zelanda presso uno zio a Wanganui per completare gli studi e praticare il rugby in un club con maggiori strutture.
Esordì nel Heartland Championship, la seconda divisione provinciale nazionale, nelle file della sua provincia, il Wanganui e nel 2011 passò nella prima divisione del National Provincial Championship con Taranaki.
Nel 2013 John Kirwan, allenatore della franchise dei Blues, lo fece debuttare in Super Rugby contro i sudafricani Bulls; dopo tale prima annata non fu utilizzato la stagione successiva e a fine 2014 passò agli Highlanders, con cui si aggiudicò il Super Rugby 2015.
A luglio 2015 debuttò negli All Blacks nel corso del Championship contro l'Argentina e con solo tale test match alle spalle entrò nella rosa dei convocati alla Coppa del Mondo di rugby 2015 in Inghilterra, giocandovi due incontri e laureandosi campione del mondo.

## Palmarès
- Coppe del mondo: 1
Nuova Zelanda: 2015
- Super Rugby: 1
Highlanders: 2015
- National Provincial Championship: 1
Taranaki: 2014